# United States Joint Forces Command

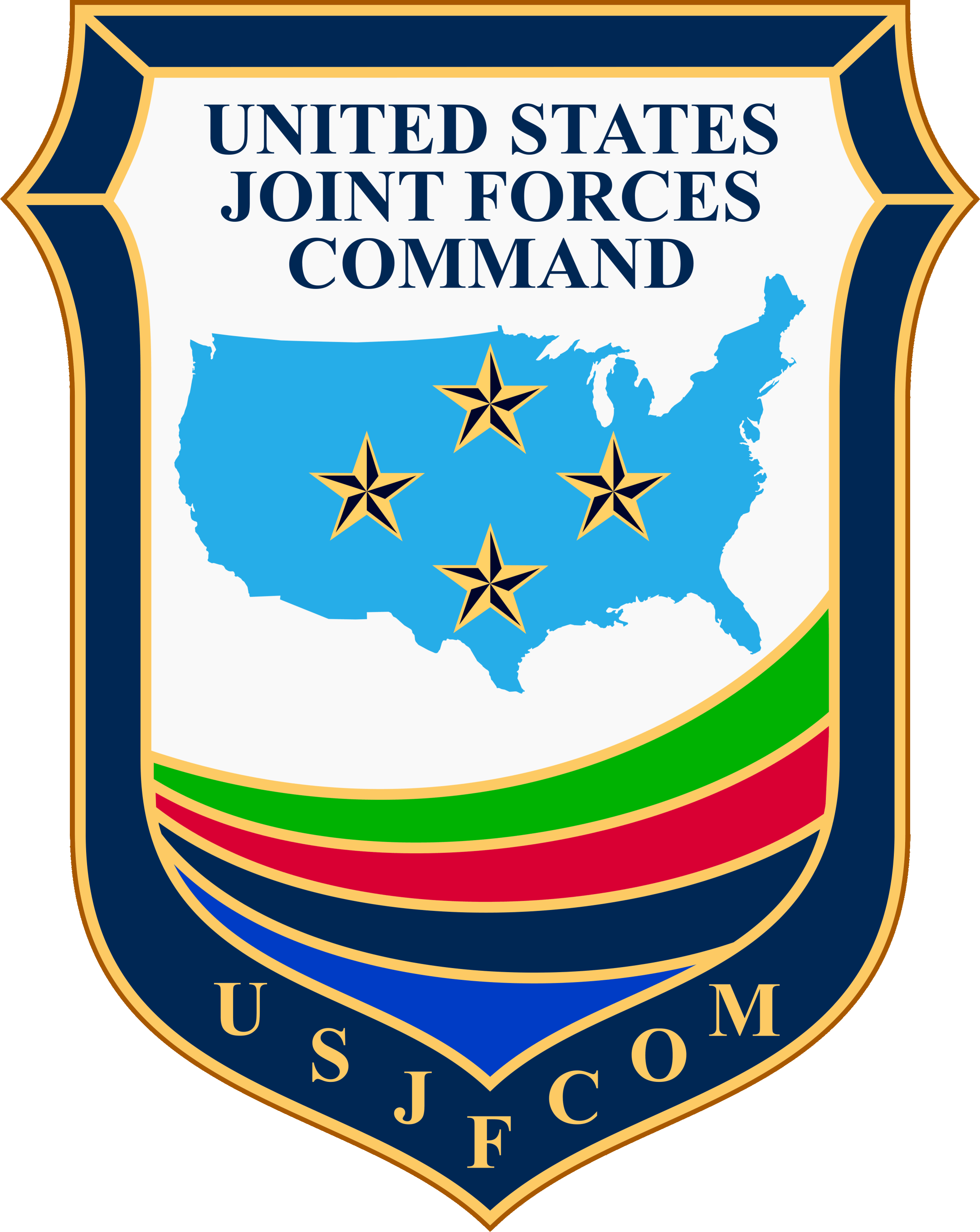
Vapnet för U.S. Joint Forces Command.

United States Joint Force Command (USJFCOM) var från 1999 till 2011 ett försvarsgrenövergripande militärkommando inom USA:s försvarsdepartement.
USJFCOM bildades 1999 och då det tidigare Atlantkommadot (United States Atlantic Commad), som mellan 1947 och 1993 primärt var en ledningsfunktion för marinstridskrafter, lades ned. USJFCOM hade som huvuduppdrag att utveckla och samordna försvarsgrensövergripande träning, utbildning och utveckling av operativa försvarsförmågor. Högkvarteret för USJFCOM låg i Norfolk i delstaten Virginia. 
Innan U.S. Northern Command tillkom i oktober 2002 hade USJFCOM ansvar för territorialförsvar med land och sjöstridskrafter, men i och med osannolikheten för militära angrepp mot USA:s territorium på den nordamerikanska kontinenten hade beredskapen för detta en låg prioritet. 
Försvarsminister Robert Gates meddelade i augusti 2010 att han avsåg att stänga USJFCOM under 2011 som en del av departementets budgetåtstramning. Den 6 januari 2011 godkände president Barack Obama försvarsministerns rekommendation.

## Tillhörande komponenter
Under USJFCOM lydde cirka 80% av de i Nordamerika stationerade förbanden, dvs de som inte är tilldelade andra geografiska eller funktionella militärbefälhavare, och man samordnar förflyttningar av förband mellan olika militärkommandon (Force Provider).

### Försvarsgrenskomponenter
- Armékomponent

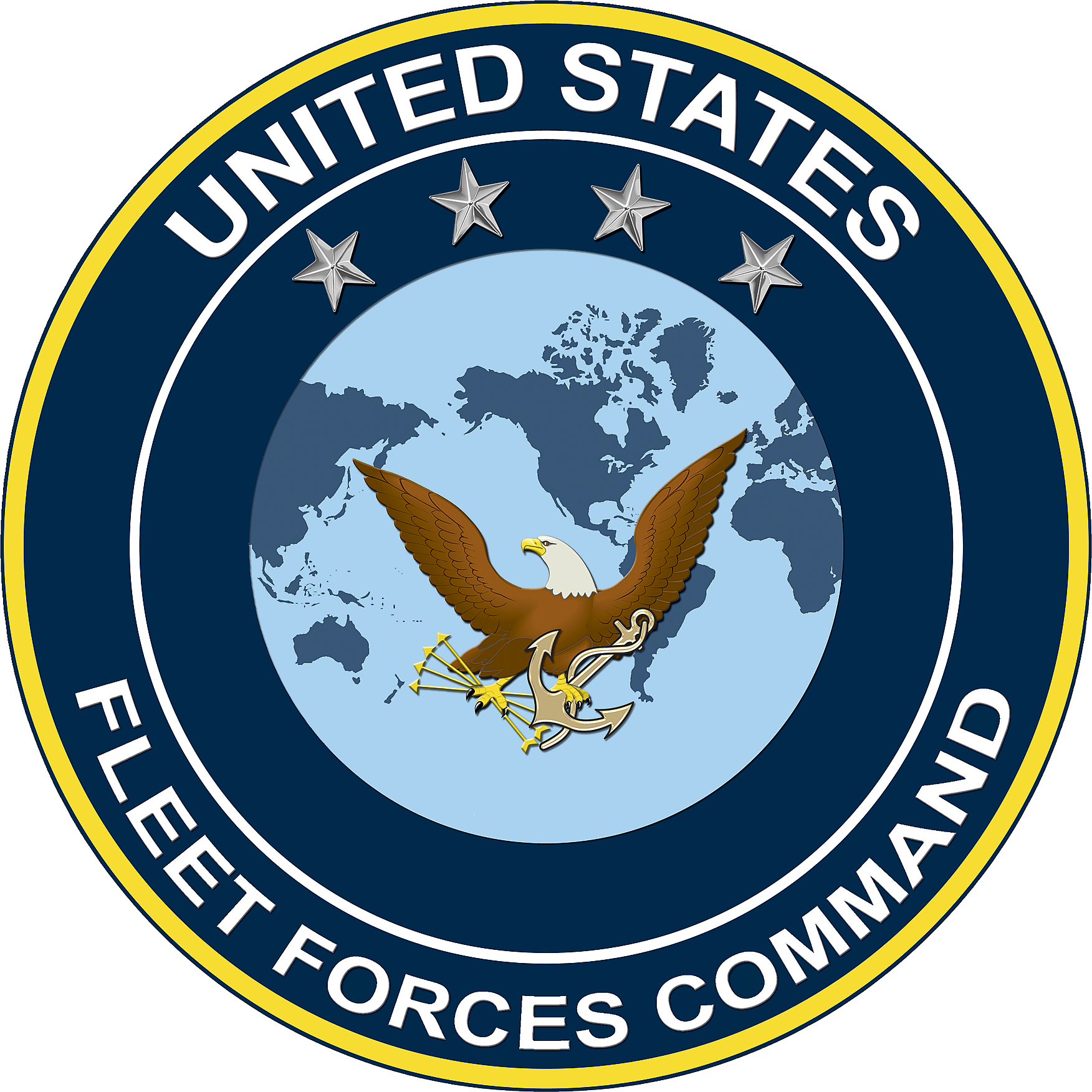

  - United States Army Forces Command (FORSCOM)
- Flottans komponent
  - United States Fleet Forces Command (USFLTFORCOM)
- Flygvapenkomponent
  - Air Combat Command (ACC)
- Marinkårskomponent
  - United States Marine Corps Forces Command (USMARFORCOM)

### Underlydande militärkommandon
- Special Operations Command Joint Forces Command (SOCJFCOM)

## Militärbefälhavare
Lista över militärbefälhavarna för U.S. Joint Forces Command:
- 1. - Amiral Harold Gehman, USN (1999–2000)
- 2. - General William F. Kernan, USA (2000–2002)
- 3. - Amiral Edmund P. Giambastiani, USN (2002–2005)
- 4. - General Lance L. Smith, USAF (2005–2007)
- 5. - General James N. Mattis, USMC (2007–2010)
- tf - Generallöjtnant Keith M. Huber, USA (2010)
- 6. - General Raymond T. Odierno, USA (2010-2011)

### Notförteckning
1. ↑  (engelska) Gates to shut down USJFCOM in 2011 Arkiverad 9 maj 2013 hämtat från the Wayback Machine. Antaltic Council of the United States, läst 2011-02-09
2. ↑  (engelska)Obama, Barack (6 januari 2011). [https://web.archive.org/web/20170118165146/https://www.whitehouse.gov/the-press-office/2011/01/06/presidential-memorandum-disestablishment-united-states-joint-forces-comm ”Presidential Memorandum -- 
Disestablishment of United States Joint Forces Command”]. White House Press Office. Arkiverad från originalet den 18 januari 2017. https://web.archive.org/web/20170118165146/https://www.whitehouse.gov/the-press-office/2011/01/06/presidential-memorandum-disestablishment-united-states-joint-forces-comm. Läst 7 januari 2011.